# Silk (película)
Silk (詭絲, Guisi),es una película de Terror Taiwanés del 2006. Fue proyectada fuera de competición en el 2006 Cannes Film Festival.

## Trama
Un equipo de cazadores de fantasmas paga a un hombre de la cámara freelance para fotografiar lugares en busca de actividad paranormal. Desde los sonidos de las cosas, los intentos anteriores no han tenido éxito. El hombre de la cámara está tomando sus fotos y esta vez capta una imagen de un niño en un cuarto aparentemente vacío. El equipo de cazadores de fantasmas muy contentos y tomar sobre sí mismos para investigar más a fondo.
El equipo de la caza del fantasma es en realidad un equipo de científicos cuya investigación no fue a los fantasmas cazar, sino para descubrir el secreto de la antigravedad y la manera de flotar o caminar sobre el techo. El plomo Hashimoto científico crea un elemento llamado Esponja de Menger . La esponja de Menger es material que puede atrapar tipos de energía electromagnética, como un espíritu. Esta esponja de Menger se utiliza para atrapar al chico fantasma jóvenes en la habitación, le encontraron en la sala, rodeando en este material. Hashimoto trampas al niño porque lo quiere estudiar y aprender por qué existen los fantasmas. Con el fin de ser capaz de ver y estudiar el fantasma, Hashimoto se desarrolla una forma de rocío de la esponja de Menger que se pueden aplicar a los ojos. 
Una vez aplicado a los ojos, el fantasma y todas sus acciones son visibles. Aprender todo sobre el chico resulta ser difícil. Él mueve los labios como si estuviera hablando pero no pueden entender lo que está diciendo. Todos los días a las 4:30 p. m., se queda junto a la puerta y trata de salir de la habitación pero la esponja de Menger que rodea la puerta no lo deja salir. Como resultado de estos problemas, Hashimoto contrata al mejor detective que sabe, alguien que puede leer los labios y tiene una "especial" capacidad de ver cosas que la mayoría de gente pasa por alto. Su nombre es Tung y él es muy reacio a unirse al equipo. Cuando Hashimoto menciona que esto puede ayudar a entender mejor cómo ayudar a salvar a la madre enferma Tung, Tung regañadientes se une al equipo.
Tung se da cuenta de que esto no va a ser una tarea fácil después de ver como el niño fantasma violento puede ser. Estudia el cuerpo de una víctima muerta desde antes de unirse al equipo. También los testigos un científico matan porque intentó ayudar a escapar niño y en su lugar quedó atrapado en la habitación y asesinados. Al darse cuenta de esto es un misterio desconcertante aún peligroso, Tung hace todo Hashimoto se lo pide. Él lee los labios de lo que el muchacho está diciendo para que se conozca el pensamiento de un fantasma. Un día cuando el niño va a la puerta a las 4:30 como es habitual, a pesar de saber que es peligroso que lo deje salir. Tung sigue el niño en todas partes para ver a dónde va y obtener pistas sobre quién es y cómo murió.
Como Tung comienza a recoger esas pistas y descubrir el misterio del fantasma jóvenes, Hashimoto se basa cada vez más cerca de descubrir cómo las personas se convierten en fantasmas y lo que impulsa sus acciones. Pero a medida que las piezas del rompecabezas comienzan a caer en su lugar, es Hashimoto valorado adecuadamente los hechos o es ciego porque tiene una enfermedad y se está buscando convertirse en un fantasma como una forma de inmortalidad.
Después de un desafortunado accidente, los estudios de Hashimoto se ordenó que se cierre por su financista. Con Hashimoto creer que ha descubierto el misterio del niño, decide que el joven vaya. Cuando el niño se vaya y lo peligroso que es? Con el secreto del fantasma, aparentemente resuelto, se Hashimoto ser capaz de usar la razón y recapturar el espíritu antes que las personas mueren o Tung tendrá que encontrar una manera de detener el fantasma?.

## Reparto
- Chen Chang	 ...	Tung
- Yôsuke Eguchi	 ...	Hashimoto (como Yosuke Eguchi)
- Kar Yan Lam	 ...	Wei (como Karena Lam)
- Barbie Hsu	 ...	Su
- Bo-lin Chen	 ...	Ren (como Po-Lin Chen)
- Chun-Ning Chang	 ...	Mei
- Fang Wan	 ...	La Mama Fantasma (como Fan Wan)
- Kuan-Po Chen	 ...	El Niño Fantasma
- Chi Chin Ma	 ...	Tung's Mother (como Chih-Chin Ma)
- Leon Dai	 ...	SWAT Leader
- Kevin S. Smith	 ...	James
- Masane Tsukayama	 ...	Director
- Kouhei Masiba	 ...	Asistente de Director
- Teddy Chan	 ...	Padre
- Chiao-Ju Hsu	 ...	Daughter